# Witsnorheremietkolibrie
De witsnorheremietkolibrie (Phaethornis yaruqui) is een vogel uit de familie Trochilidae (kolibries).

## Verspreiding en leefgebied
Deze soort komt voor in westelijk Colombia en Ecuador.